# جاده گرسنه
ج‍اده گ‍رس‍ن‍ه (به انگلیسی: The Famished Road) یک رمان نوشته شده توسط نویسنده نیجریه‌ای، بن اوکری است. این رمان در سال ۱۹۹۱ موفق به کسب جایزه من بوکر شد.

## ترجمه به فارسی
- ج‍اده گ‍رس‍ن‍ه؛ م‍ت‍رج‍م م‍ح‍م‍دع‍ل‍ی آذرپ‍ی‍را. (ت‍ه‍ران: ک‍ی‍ه‍ان، ۱۳۷۸)[۵]
- ج‍اده گ‍رس‍ن‍ه؛ م‍ت‍رج‍م‍ی‍ن م‍ح‍م‍دج‍واد ف‍ی‍روزی و ف‍ره‍اد ب‍ازی‍اری. (ت‍ه‍ران: اش‍ت‍اد، ۱۳۷۹)[۶]
- راه گ‍رس‍ن‍گ‍ان؛ ت‍رج‍م‍ه ج‍لال ب‍ای‍رام (ت‍ه‍ران: ن‍ی‍ل‍وف‍ر، ۱۳۸۳)[۷]